# بهیشم

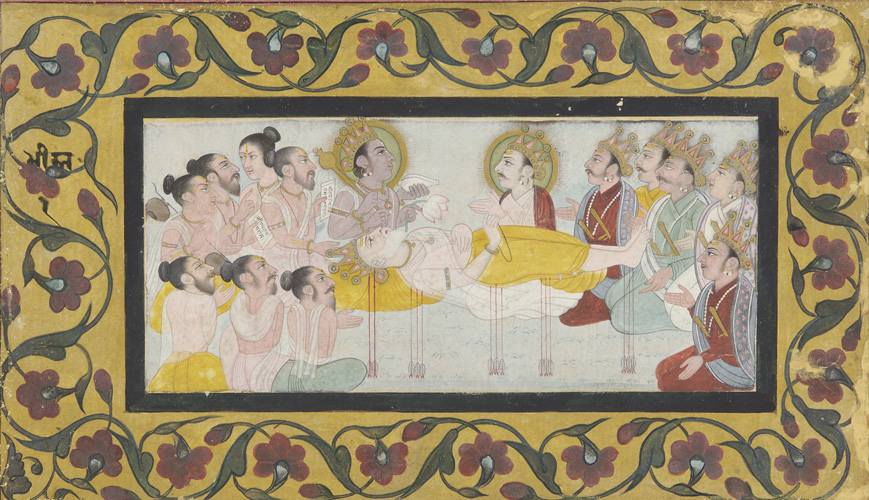
مرگ بهیشم

بهیشم یا بهیکم یا دواورت، از شخصیت های اصلی رزمنامه هندی مهابهارت، نیای پاندوان و کوروان است. وی هشتمین پسر شانتانو از گنگا بود. به سبب ازدواج پدرش با ستیوتی، بهیشم ناچار شد پیمان ببندد که از پادشاهی کناره گیری کرده، تا پایان عمر همسر اختیار نکند. بهیشم، همچنین پاندو و دهرتراشت، را پرورد و به ایشان فنون جنگاوری آموخت. در نبرد کرکهیت، بهیشم تلاش نمود میان پاندوان و کوروان را آشتی دهد، اما چون جنگ را ناگزیر داد، به طرفداری از سپاه جرجودهن پرداخت. در جنگ کرکهیت، او به واسطه تیری که ارجن از پشت سیخاندی به طرف وی پرتاب نمود، کشته شد.